# Марічіка Пуйке
Марічіка Пуйке' (рум. Maricica Puică; нар. 29 липня 1950, Ясси, Румунія) — румунська легкоатлетка, що спеціалізується на бігу на середні дистанції, олімпійська чемпіонка та бронзова призерка Олімпійських ігор 1984 року.

## Кар'єра
| Рік                 | Змагання                      | Місто                 | Місце               | Дисципліна          | Примітки            |
| Представник Румунія | Представник Румунія           | Представник Румунія   | Представник Румунія | Представник Румунія | Представник Румунія |
| ------------------- | ----------------------------- | --------------------- | ------------------- | ------------------- | ------------------- |
| 1976                | Олімпійські ігри              | Монреаль, Канада      | забіги              | 1500 метрів         | 4:12.62             |
| 1978                | Чемпіонат Європи              | Прага, Чехословаччина | 4                   | 3000 метрів         | 8:40.9              |
| 1980                | Олімпійські ігри              | Москва, СРСР          | 7                   | 1500 метрів         | 4:01.26             |
| 1982                | Чемпіонат Європи в приміщенні | Мілан, Італія         | 2                   | 3000 метрів         | 8:54.26             |
| 1982                | Чемпіонат Європи              | Афіни, Греція         | 4                   | 1500 метрів         | 3:59.31             |
| 1982                | Чемпіонат Європи              | Афіни, Греція         | 2                   | 3000 метрів         | 8:33.33             |
| 1984                | Олімпійські ігри              | Лос-Анджелес, США     | 3                   | 1500 метрів         | 4:04.15             |
| 1984                | Олімпійські ігри              | Лос-Анджелес, США     | 1                   | 3000 метрів         | 8:35.96             |
| 1986                | Чемпіонат Європи              | Штутгарт, ФРН         | 5                   | 1500 метрів         | 4:03.90             |
| 1986                | Чемпіонат Європи              | Штутгарт, ФРН         | 2                   | 3000 метрів         | 8:35.92             |
| 1987                | Чемпіонат світу в приміщенні  | Індіанаполіс, США     | 3                   | 3000 метрів         | 8:47.92             |
| 1987                | Чемпіонат світу               | Рим, Італія           | 2                   | 3000 метрів         | 8:39.45             |
| 1988                | Олімпійські ігри              | Сеул, Південна Корея  | —                   | 3000 метрів         | DNF                 |
| 1989                | Чемпіонат Європи в приміщенні | Гаага, Нідерланди     | 3                   | 3000 метрів         | 9:19.45             |